# Gueorgui Chpaguine
Gueorgui Semionovitch Chpaguine (en russe : Георгий Семёнович Шпагин), né le 29 avril 1897 à Kliouchnikovo (actuelle oblast de Vladimir) et mort le 6 février 1953 à Moscou, est un ingénieur soviétique.

## Biographie
Gueorgui Chpaguine s'est particulièrement illustré dans la conception d'armes à feu. Il est notamment l'inventeur du pistolet mitrailleur PPSh-41 qui équipa l'Armée rouge durant la Seconde Guerre mondiale.
Il fut député au Soviet suprême de 1946 à 1950.

## Distinctions
- Héros du travail socialiste le 16 septembre 1945 (médaille no 249)[1]
- Ordre de Lénine (1942, 1944, 1945)[1]
- Ordre de l'Étoile rouge (1933)[1]
- Ordre de Souvorov (1944)[1]
- Prix Staline[1]